# Lattakjauratj (Arvidsjaurs socken, Lappland, 732180-164545)
Lattakjauratj är en sjö i Arvidsjaurs kommun i Lappland och ingår i Piteälvens huvudavrinningsområde.